# Jürg Röthlisberger
Jürg Röthlisberger, född den 2 februari 1955, är en schweizisk judoutövare.
Han tog OS-brons i herrarnas halv mellanvikt i samband med de olympiska judotävlingarna 1976 i Montréal.
Han tog därefter OS-guld i herrarnas mellanvikt i samband med de olympiska judotävlingarna 1980 i Moskva.